# فراموش‌شده (فیلم۱۹۷۳)
فراموش شده (به زبان انگلیسی The Forgotten) یک فیلم سینمایی مستقل آمریکایی در ژانر فیلم ترسناک به کارگردانی براونریگ است. داستان فیلم در مورد قتل بیماران در پناهندگاهی بنام مجنون می‌باشد.